# Jun Szanghjon
Jun Szanghjon (hangul: 윤상현, RR: Yoon Sang-hyun; 1973. szeptember 21.) dél-koreai színész.

## Pályafutása
Jun Szanghjon kései felfedezett, 2005-ben, 32 éves korában debütált az SBS csatorna Marrying a Millionaire című sorozatában, első főszerepét pedig 2009-ben kapta a My Fair Lady című sorozatban. 2010-ben a nagy sikerű Secret Garden című sorozatban kapta meg a hallyu popsztár Oska szerepét, melyet egy popzenei album kiadása követett Precious Days címmel. Jun a sorozat zenei albumához is hozzájárult, négy dalt énekelt fel rá. The Last Rain című kislemeze 11. helyen debütált Japánban az Oricon toplistáján. Ezt követően az MBC csatorna Can't Lose című romantikus vígjátéksorozatában kapott főszerepet, ahol egy válófélben lévő ügyvédet alakított.

## Filmográfia

### Televíziós sorozatok
- Marrying a Millionaire (SBS, 2005)
- Common Single (SBS, 2006)
- Exhibition of Fireworks (MBC, 2006)
- Winter Bird (MBC, 2007)
- The Secret of Keu Keu Island (MBC, 2008)
- One Mom and Three Dads (KBS2, 2008)
- My Fair Lady (KBS2, 2009)
- Queen of Housewives (MBC, 2009)
- Secret Garden (SBS, 2010)
- Can't Lose (MBC, 2011)
- I Can Hear Your Voice (SBS, 2013)
- Gap-dong (tvN, 2014)
- Pinocchio (SBS, 2015; cameo)
- The Time We Were Not in Love (SBS, 2015; cameo)
- Ms. Temper and Nam Jung-Gi (JTBC, 2016)
- Shopaholic Louis (MBC, 2016)
- Ms. Perfect (KBS2, 2017)
- Strong Woman Do Bong-soon (JTBC, 2017; cameo)
- Hold Me Tight (MBC, 2018)
- My Secret Terrius (MBC, 2018)

### Filmek
- Ssunday Seoul' (2006)
- Tone-deaf Clinic (2012)
- A Dynamite Family (2014)
- Miss & Mrs. Cops (2019)[1]